# فین لمکه
فین لمکه (انگلیسی: Finn Lemke؛ زادهٔ ۳۰ آوریل ۱۹۹۲) بازیکن هندبال اهل آلمان است.
از باشگاه‌هایی که در آن بازی کرده‌است می‌توان به MT Melsungen اشاره کرد.